# Эрнандес, Феликс
Феликс Абрахам Эрнандес Гарсия (исп. Félix Abraham Hernández García, род. 8 апреля 1986 года) — венесуэльский профессиональный бейсболист, выступавший на позиции стартового питчера клуба Главной лиги бейсбола «Сиэтл Маринерс» с 2005 по 2019 год.
15 августа 2012 года Эрнандес сыграл 23-ю совершенную игру в истории МЛБ, а его команда одержала победу над «Тампа Бэй Рейс» со счётом 1:0. Этот матч также стал первой совершенной игрой в истории «Сиэтл Маринерс».

## Ранние годы
Эрнандес родился в Валенсии, Венесуэла. Впервые его заметил скаут «Маринерс» Луис Фуенмэйор, который увидел четырнадцатилетнего питчера на турнире возле города Маракайбо. Уже в то время Эрнандес мог бросать мяч со скоростью 90 миль в час и Фуенмэйор порекомендовал ему прислушиваться советов скаутов Педро Авила и Эмилио Караскел, которые также были впечатлены его игрой. И как только Феликсу исполнилось 16 лет, «Сиэтл Маринерс» подписали с ним контракт (согласно правилам МЛБ, клубы могут заключать контракты с игроками, достигшими 16 лет).
По окончании старшей школы Эрнандес подписал свой первый профессиональный контракт: 4 июня 2002 года директор «Маринерс» по международным операциям Боб Энгл подписал Феликса в качестве незадрафтованого свободного агента. При подписании Эрнандес получил бонус в размере 710 000 долларов, однако по словам игрока другие команды предлагали ему больше. Феликс объяснял, что выбрал именно «Маринерс» так как за эту команду играл его кумир Фредди Гарсия. Его агент Уил Полидор утверждал, что решение Феликса также было принято под влиянием его отца, который хотел, чтобы его сын играл за Сиэтл. Это объясняется тем, что скауты «Маринерс» поддерживали дружеские отношение с их семьей и завоевали их доверие.

## Стиль игры
Основными подачами Эрнандеса являются: синкер (ту-сим фастобол), слайдер (вначале своей карьеры он практически не бросал этот тип подачи, так как руководство команды опасалось, что он может травмировать руку), ченджап, кёрвбол и иногда кат-фастбол. Вначале карьеры скорость его фастбола достигала 100 миль в час, однако позже скорость его подачи упала и он стал больше рассчитывать на другие типы подач. В 2013 году он бросал фор-сим фастбол со скоростью 91-93 мили в час, синкер — 90-92 мили в час, слайдер — 83-86 мили в час, кёрвбол — 79-82 мили в час, ченджап — 88-90 миль в час и каттер — 88-90 миль в час. При двух страйках он чаще все бросал ченджап.
Как и многие другие питчеры, под формой Эрнандес носит футболку с длинным рукавом. И хотя, обычно её надевают, что уберечь руки питчера от переохлаждения, Эрнандес носит её и в жаркую погоду. Это помогает ему избежать стекания пота по руке на ладонь, что мешает хорошо держать мяч.

## Личная жизнь
Эрнандес женат и имеет двоих детей — мальчика и девочку. Вместе с семьёй он проживает в Клайд-Хилл (штат Вашингтон). Родные бейсболиста называют его по среднему имени Абрахам.